# Aldolasa B
L'aldolasa B, també denominada aldolasa B fructosa-bifosfat o aldolasa hepàtica, és un dels tres isoenzims (A, B i C) de la classe I de l'enzim aldolasa fructosa-1,6-bifosfat (EC 4.1.2.13) i pren un paper clau en la glicòlisi i també en la gluconeogènesi. L'enzim genèric aldolasa fructosa-1,6-bifosfat catalitza la ruptura reversible de la fructosa-1,6-bifosfat (FBP) en gliceraldehid-3-fosfat i dihidroxiacetonafosfat (DHAP), i també la ruptura reversible de la fructosa-1-fosfat (F1P) en gliceraldehid i fosfat de dihidroxiacetona. En els mamífers, l'aldolasa B s'expressa preferentment al fetge, mentre que l'aldolasa A s'expressa als músculs i els eritròcits i l'aldolasa C, al cervell. Les petites diferències entre els tres isoenzims en l'estructura es manifesten en una activitat diferent respecte dos substrats: la molècula FBP i la fructosa-1-fosfat. L'aldolasa B no presenta cap diferència entre els dos substrats i catalitza les dues reaccions, mentre que les aldolases A i C presenten una certa preferència cap a la FBP.
En humans, l'aldolasa B és codificada pel gen ALDOB, localitzat al cromosoma 9. Aquest gen té una llargària de 14.500 parells de bases i conté 9 exons.
 Alguns defectes en aquest gen han estat identificats com la causa de la intolerància hereditària a la fructosa(HFI)

## Mecanisme

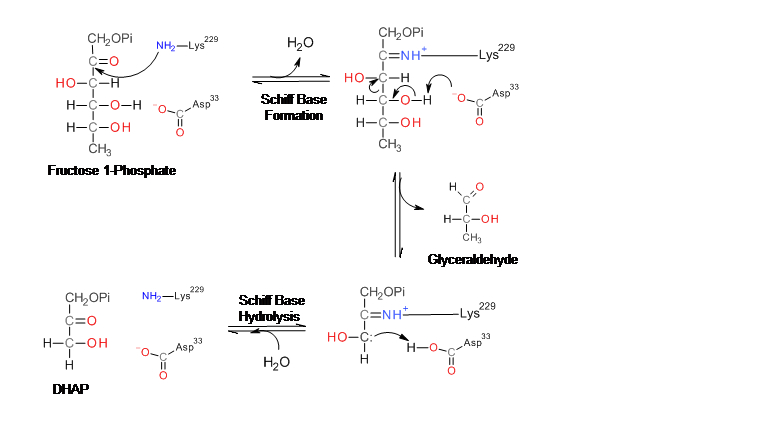
La ruptura de l'aldol de la fructosa-1-fosfat per l'aldolasa B dona com a productes la dihidroxiacetonafosfat i gliceraldehid.

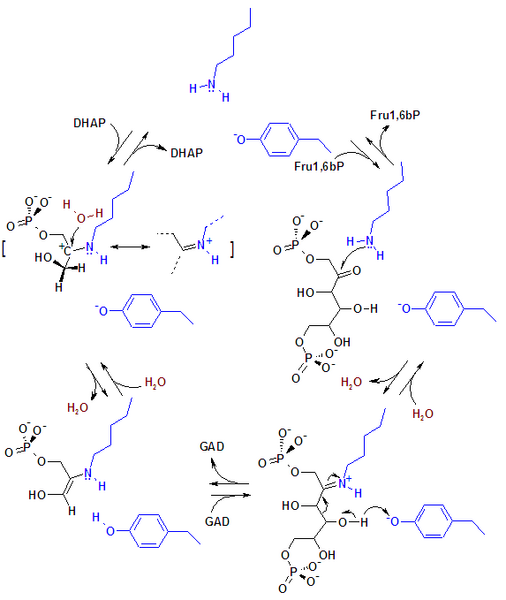
La fragmentació de l'aldol de la fructosa-1,6-bifosfat per mitjà de l'aldosa B produeix diferents productes a conseqüència de la reacció: dihidroxiacetonafosfat i gliceraldehid-3-fosfat. Abreviatures: DHAP – dihidroxiacetonafosfat; Fru 1,6bP – fructosa -1,6-bifosfat;GAD- gliceraldehid-3-fosfat".

L'enzim genèric aldolasa fructosa bifosfat fragmenta una fructosa de 6 carbonis en dos productes de tres carbonis gràcies a la reacció aldòlica reversible. Aquesta reacció és tipificada per la formació d'una base de Schiff intermediària amb un residu de lisina (la lisina en posició 229) en el lloc actiu de l'enzim; la formació d'una base de Schiff és la clau diferenciadora entre l'aldolasa de tipus I (produïda pels animals) i l'aldolasa de tipus II (produïda pels fongs i bacteris). Després de la formació de la base de Schiff, el quart grup hidroxil de l'estructura de la fructosa és desprotonat per un residu d'asparagina (asparagina en posició 33), fet que dona lloc a un trencament de l'aldol. La hidròlisi de la base de Schiff origina la formació de dos productes de tres carbonis. Depenent del reactiu, F1P o FBP, els productes són DHAP i gliceraldehid o gliceraldehid-3-fosfat, respectivament.
La ΔG° d'aquesta reacció és +23,9 kJ/mol. Malgrat que la reacció sembla molt endergònica perquè es produeixi espontàniament, cal destacar que sota condicions fisiològiques la ΔG° de la reacció cau fins a arribar prop o sota zero. Per exemple, la ΔG° d'aquesta reacció sota condicions fisiològiques en eritròcits és de -0,23kJ/mol.

## Estructura
L'aldolasa B és un enzim homotetramèric de quatre subunitats amb simetria local de tipus 222. Cada subunitat té un pes molecular de 36 kDa i contenen un barril de vuit hèlix-α i vuit làmines β (barril TIM) que envolta una lisina 229 (la base de Schiff que forma l'aminoàcid clau de la catàlisi).

### Regions específiques dels isozims
Encara que la major part de l'estructura total de l'enzim aldolasa es manté en els tres isoenzims, han estat identificades quatre regions de l'enzim genèric aldolasa que presenten variabilitat en els diferents isoenzims. Aquestes regions s'anomenen regions específiques dels isoenzims (ISR1-4). Es creu que aquestes regions donen als isoenzims les seves propietats específiques i són l'origen de les seves diferències estructurals. Les ISR 1, 2 i 3 es troben en l'exó del gen ALDOB. La ISR 4 és la regió més variable de les quatre i està situada en el carboxil terminal de la proteïna.
Les ISR 1, 2 i 3 es troben majoritàriament en dominis de la superfície de l'enzim. Aquests dominis no interaccionen amb el centre actiu, la qual cosa indica que les ISR podrien canviar l'especificitat del substrat d'un isoenzim específic des de la distància o causar les interaccions del carboxil terminal amb el centre actiu. Una teoria recent suggereix que les ISR podrien donar diferents dinàmiques conformacionals a l'enzim aldolasa que justifiquen la seva especificitat.

## Fisiologia
L'aldolasa B té un paper clau en el metabolisme dels carbohidrats perquè catalitza un dels principals passos de la glicòlisi i de la gluconeogènesi. Tot i el fet de catalitzar el trencament de la glucosa, és particularment important en el metabolisme de la fructosa que es dona bàsicament en el fetge, a l'escorça renal i a la mucosa de l'intestí prim. Quan la fructosa és absorbida, és fosforilada per la fructoquinasa per tal de formar fructosa-1-fosfat (F1P). Tot seguit, l'aldolasa B catalitza el trencament de la F1P en gliceraldehid i DHAP. Un cop la triosaquinasa ha fosforilitzat el gliceraldehid per formar G3P (gliceraldehid-3-fosfat), els dos productes poden ser usats en la glicòlisi-gluconeogènesi, és a dir, que poden ésser modificats per esdevenir glucosa o bé piruvat.
Malgrat que el mecanisme de regulació de l'aldolasa B és desconegut, s'ha percebut al fetge una creixent transcripció del gen “ALDOB” quan hi ha un augment en la ingesta de carbohidrats i un descens de la concentració de glucagó.

## Patologia
El conjunt de mutacions genètiques que comporten defectes en l'aldolasa B s'anomena intolerància hereditària a la fructosa (HFI). A causa de la manca de l'aldolasa B funcional, els organismes que pateixen HFI no poden processar F1P, fet que provoca una acumulació de F1P en els teixits del cos. A més de ser tòxica pels teixits cel·lulars, nivells alts de F1P es fosfaten de tal manera que queden inutilitzats. Això implica que no puguin tornar al lloc on s'acumulen els fosfats i ocasionin un esgotament tant de la reserva de fosfat com d'ATP. A causa de la manca de disponibilitat immediata de fosfat, hi ha una disminució de la glicogenòlisi al fetge, fet que provoca la hipoglucèmia. Aquest cúmul impedeix la gluconeogènesi, a més de reduir la quantitat de glucosa immediata disponible. La pèrdua d'ATP comporta una gran quantitat de problemes, incloent-hi la inhibició de la síntesi de proteïnes i la disfunció hepàtica i renal. Tot i així, l'evolució dels pacients és bona en el cas de la intolerància hereditària a la fructosa. Evitant la ingesta d'aliments que continguin fructosa, sacarosa i sorbitol, els pacients poden viure sense patir els símptomes.
L'HFI és una malaltia hereditària autosòmica recessiva. S'han identificat, aproximadament, 30 mutacions que originen HFI. Aquesta combinació de mutacions resulten en una freqüència de HFI d'1 cada 20.000 naixements. Els al·lels mutats són el resultat de diferents tipus de mutacions, incloses la substitució de parelles de bases i petites delecions. La mutació més freqüent és l'A149P, que consisteix en la transversió de la guanina per la citosina en l'exó 5 i que causa la recol·locació de l'alanina en la posició 149 amb la prolina. S'estima que aquest al·lel mutat és present en el 53% dels al·lels de HFI. Altres mutacions que generen HFI són menys freqüents i normalment es relacionen amb orígens ancestrals.